# Sports
Sports es el álbum debut de la banda estadounidense de emo Modern Baseball. El álbum fue lanzado en noviembre de 2012 por Lame-O Records.

## Antecedentes
Sports fue escrita mientras los miembros de la banda asistían a la universidad. 
Sports fue grabado de manera gratuita en los estudios en la Universidad de Drexel, donde los miembros fundadores de la banda Jake Ewald y Brendan Lukens asisten. Más tarde fue lanzado por Lame-O Records en diciembre de 2012.

## Lista de canciones
Todas las letras escritas por Modern Baseball, toda la música compuesta por Modern Baseball. 
| N.º   | Título                                        | Duración |  |
| 1.    | «Re-Do»                                       | 2:11     |  |
| 2.    | «Tears Over Beers»                            | 2:48     |  |
| 3.    | «The Weekend»                                 | 3:30     |  |
| 4.    | «@chl03k"»                                    | 1:40     |  |
| 5.    | «Hours Outside in the Snow»                   | 3:30     |  |
| 6.    | «I Think You Were in My Profile Picture Once» | 1:19     |  |
| 7.    | «Re-Done»                                     | 4:32     |  |
| 8.    | «Cooke»                                       | 3:45     |  |
| 9.    | «See Ya, Sucker»                              | 2:12     |  |
| 10.   | «Look Out»                                    | 0:55     |  |
| 11.   | «Play Ball!»                                  | 2:15     |  |
| 12.   | «Coals»                                       | 2:12     |  |
| 31:00 |                                               |          |  |